# Бобрище (Тверская область)
Бобрище — деревня в Лихославльском районе Тверской области.

## География
Находится в центральной части Тверской области на расстоянии приблизительно 29 км на север-северо-восток по прямой от районного центра города Лихославль на левом берегу реки Медведица.

## История
Деревня была отмечена ещё на карте Менде, состояние местности на которой соответствует 1848 году. В 1859 году здесь (деревня Вышневолоцкого уезда) было учтено 12 дворов. До 2021 года деревня входила в Станское сельское поселение Лихославльского района до его упразднения.

## Население
Численность населения: 98 человек (1859 год), 18 (карелы 78 %) в 2002 году, 8 в 2010.